# Kumba Yalá
Kumba Yalá, eg. Mohamed Ialá Embaló, född 15 mars 1953 i Bula, Cacheuregionen, Guinea-Bissau, död 4 april 2014 i Bissau, var Guinea-Bissaus president åren 2000 till 2003. Han avsattes i en militärkupp.